# Nowa Huta (województwo pomorskie)
Nowa Huta  (kaszub. Nowô Hëta) – wieś kaszubska w Polsce położona w województwie pomorskim, w powiecie kartuskim, w gminie Kartuzy na terenie Kaszubskiego Parku Krajobrazowego.
| SIMC    | Nazwa         | Rodzaj    |
| ------- | ------------- | --------- |
| 0163498 | Kamienna Góra | część wsi |

W latach 1975–1998 miejscowość położona była w województwie gdańskim.